# 羅伯·許伯爾
羅伯·許伯爾（英語：Robert Anderson "Rob" Huebel，1969年6月4日—）是美國的一位演員。他在電視劇兒童醫院中飾演Adult Swim角色。